# Попівка (Диканська селищна громада)
Попі́вка (МФА: [popiŭka] ( прослухати)) —  село в Україні, у Диканській селищній громаді Полтавського району Полтавської області. Населення становить 55 осіб. До 2020 орган місцевого самоврядування — Балясненська сільська рада.

## Географія
Село Попівка знаходиться на березі річки Гараганка, вище за течією на відстані 1 км розташоване село Марченки, нижче за течією на відстані 0,5 км розташоване село Балясне. Поруч проходить автомобільна дорога Т 1721.

## Історія
12 червня 2020 року, відповідно до розпорядження Кабінету Міністрів України № 721-р «Про визначення адміністративних центрів та затвердження територій територіальних громад Полтавської області», село увійшло до складу Диканської селищної громади.
19 липня 2020 року, в результаті адміністративно - територіальної реформи та ліквідації Диканського району, село увійшло до складу новоутвореного Полтавського району.